# Ерт
Ерт (якут. Өрт) — село в Горном улусе Якутии России. Административный центр и единственный населённый пункт Шологонского наслега.

## География
Село находится в центральной части Якутии, на берегу реки Хар-Балаган, на расстоянии 80 км к западу от села Бердигестях, административного центра улуса.

## История
Согласно Закону Республики Саха (Якутия) от 30 ноября 2004 года N 173-З N 353-III село возглавило образованное муниципальное образование Шологонский наслег.

## Население
| 2002 | 2010 | 2012 | 2013 | 2014 | 2015 | 2016 | 2017 | 2018 | 2019 | 2020 |
| ---- | ---- | ---- | ---- | ---- | ---- | ---- | ---- | ---- | ---- | ---- |
| 596  | ↘544 | ↘540 | ↘528 | ↘515 | ↗521 | ↗525 | ↘524 | ↗530 | ↘527 | ↗532 |
| 2021 |      |      |      |      |      |      |      |      |      |      |
| ↘529 |      |      |      |      |      |      |      |      |      |      |

## Улицы
| - ул. Андреевой Р.П., - ул. Бэрдьигэс, - ул. Захаровой Т.С., - ул. Молодёжная, | - ул. Набережная, - ул. Озёрная, - ул. Сосновая, - ул. Степанова Н.Р., | - ул. Тарасова Н.Н., - ул. Уустарабыс, - ул. Чаранская, - ул. Юбилейная. |

## Экономика
Развито мясо-молочное скотоводство, мясное табунное коневодство.

## Инфраструктура
В селе действуют дом культуры, средняя общеобразовательная школа, детский сад «Ромашка», учреждения здравоохранения и торговли.

## Известные уроженцы
- Прохоров, Николай Васильевич (1918—1957) ― советский снайпер[16].